# Crown Sydney
Crown Sydney (ook bekend als One Barangaroo) is een wolkenkrabber in Barangaroo in de Australische stad Sydney. De wolkenkrabber is ontworpen door WilkinsonEyre en is het hoogste gebouw in Sydney en het op drie na hoogste gebouw van Australië. Het is ontwikkeld door Crown Resorts en bestaat voornamelijk uit een hotel en appartementen, terwijl een casino en andere horecagelegenheden de rest van de vloeroppervlakte beslaan. De bouw begon in oktober 2016 en het gebouw bereikte zijn hoogste punt in maart 2020. Het werd in december 2020 voor het publiek geopend.
Crown Sydney is een belangrijk onderdeel van de stedelijke herontwikkeling van het Barangaroo-gebied in het centrum van Sydney en maakt deel uit van een cluster wolkenkrabbers, waaronder de aangrenzende One Sydney Harbour en International Towers. De toren staat op de locatie van voormalige industriële kades, die in de jaren zestig en zeventig geleidelijk werden geplaveid door landaanwinning nadat ze in onbruik waren geraakt, waardoor de onbebouwde betonnen locatie ontstond waarop de toren werd gebouwd.

## Achtergrond

### Vroege voorstellen
De eerste concepten voor een hotelontwikkeling in Barangaroo, als onderdeel van het stadsvernieuwingsplan, circuleerden voor het eerst in 2010. Deze concepten draaiden voornamelijk om een 213 meter hoge hoteltoren, gebouwd op een pier die 150 meter de haven in reikte. Na publieke kritiek werd de hoogte van de toren verlaagd tot 159 meter en de lengte van de pier teruggebracht tot 85 meter. Deze voorstellen vonden geen weerklank.

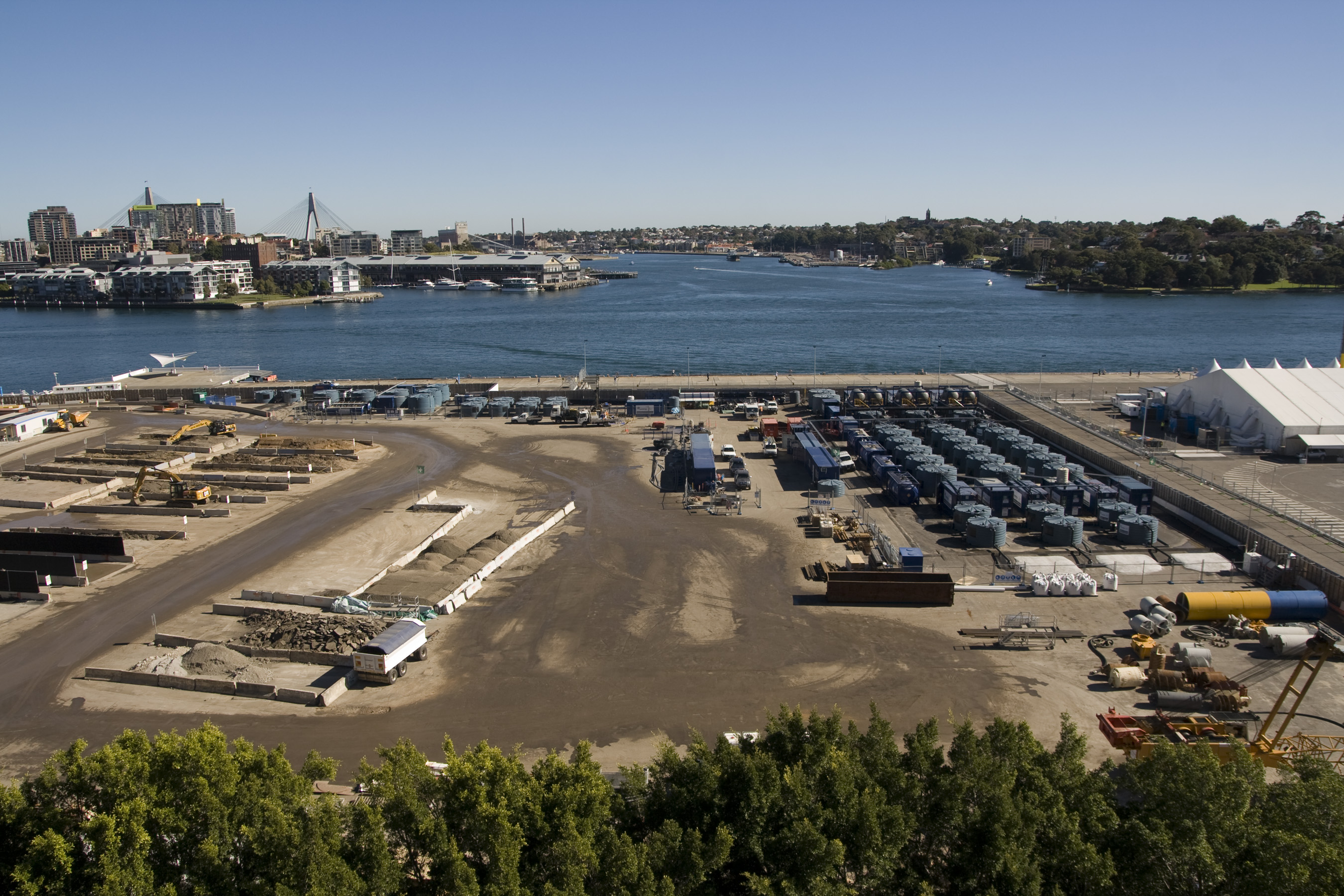
Het onbebouwde terrein in 2012

In februari 2012 presenteerde de casinogroep van James Packer, Crown Resorts, een voorstel van meer dan 1 miljard Australische dollar aan premier Barry O'Farrell om een hotel-, casino- en entertainmentcomplex te bouwen op de locatie op grond die was gereserveerd voor openbare ruimte in Barangaroo Central, een afwijking van eerdere concepten van het bouwen van een toren op een verlengde pier in de haven. O'Farrell verwelkomde het voorstel aanvankelijk, maar waarschuwde dat het goedkeuring van de regelgevende instanties nodig had voordat het kon worden uitgevoerd.
Het voorstel kreeg brede kritiek van burgemeester Clover Moore, Paul Keating en voormalig overheidsarchitect Chris Johnson. In oktober 2012 kondigde premier O'Farrell aan dat het kabinet van Nieuw-Zuid-Wales het voorstel had beoordeeld en had besloten dat de regering gedetailleerde onderhandelingen zou beginnen met Crown Resorts voor de oprichting van een casino- en hotelcomplex in Barangaroo. Tony Harris, een voormalig accountant-generaal van Nieuw-Zuid-Wales, was kritisch over het besluitvormingsproces en beweerde dat het publiek miljoenen dollars zou kunnen mislopen. Packer schreef een verdediging van zijn voorstel voor de pers.
In juli 2013 kondigde O'Farrell, na een aanbeveling van een onafhankelijk stuurcomité, aan dat het voorstel van de Kroon zou worden verplaatst naar Fase 3 van het proces voor ongevraagde voorstellen, de laatste fase waarin de partijen een bindend contract zullen onderhandelen. De overheid ontving een voorschot van 100 miljoen dollar voor de licentie, ondanks het feit dat haar 250 miljoen dollar werd aangeboden met alternatieve belastingregelingen, wat volgens de economisch adviseur van het stuurcomité, Deloitte, een beter aanbod was. De bedoeling van de Kroon was om Chinese high rollers naar zijn casino in Sydney te lokken, door zijn belangen in zijn casino's in Macau te benutten en te profiteren van een nieuw gestroomlijnd visumproces dat door de Australische overheid was ingevoerd voor Chinese burgers die in Australische casino's willen gokken. In november 2013 werd aangekondigd dat Crown Sydney goedkeuring had gekregen voor de casinolicentie en de vestiging in Barangaroo.

### Goedkeuring
In november 2015 uitte Packer zijn frustraties over de vertraging van het project door strenge overheidsplanningswetten. Hierna in maart 2016, werd een reeks voorstellen om aspecten van het gebouw te veranderen aanbevolen door de deelstaatregering om het project definitieve goedkeuring te krijgen. Dit omvatte de introductie van een nieuwe uitsparing in het interieur en nieuwe bekleding aan de zuidkant van het gebouw.  Er werd ook voorgesteld om op de 66ste verdieping een observatiedek op een hoogte van 250 meter te realiseren. Ook werd voorgesteld om de bovenste verdiepingen toegankelijk te maken voor het publiek. In juni 2016 ontving het casino de definitieve goedkeuring van de Planning Assessment Commission op voorwaarde dat het casino voldeed aan de door de commissie voorgestelde behoeften, waaronder voldoende openbare ruimtes en toegang.

## Bouw

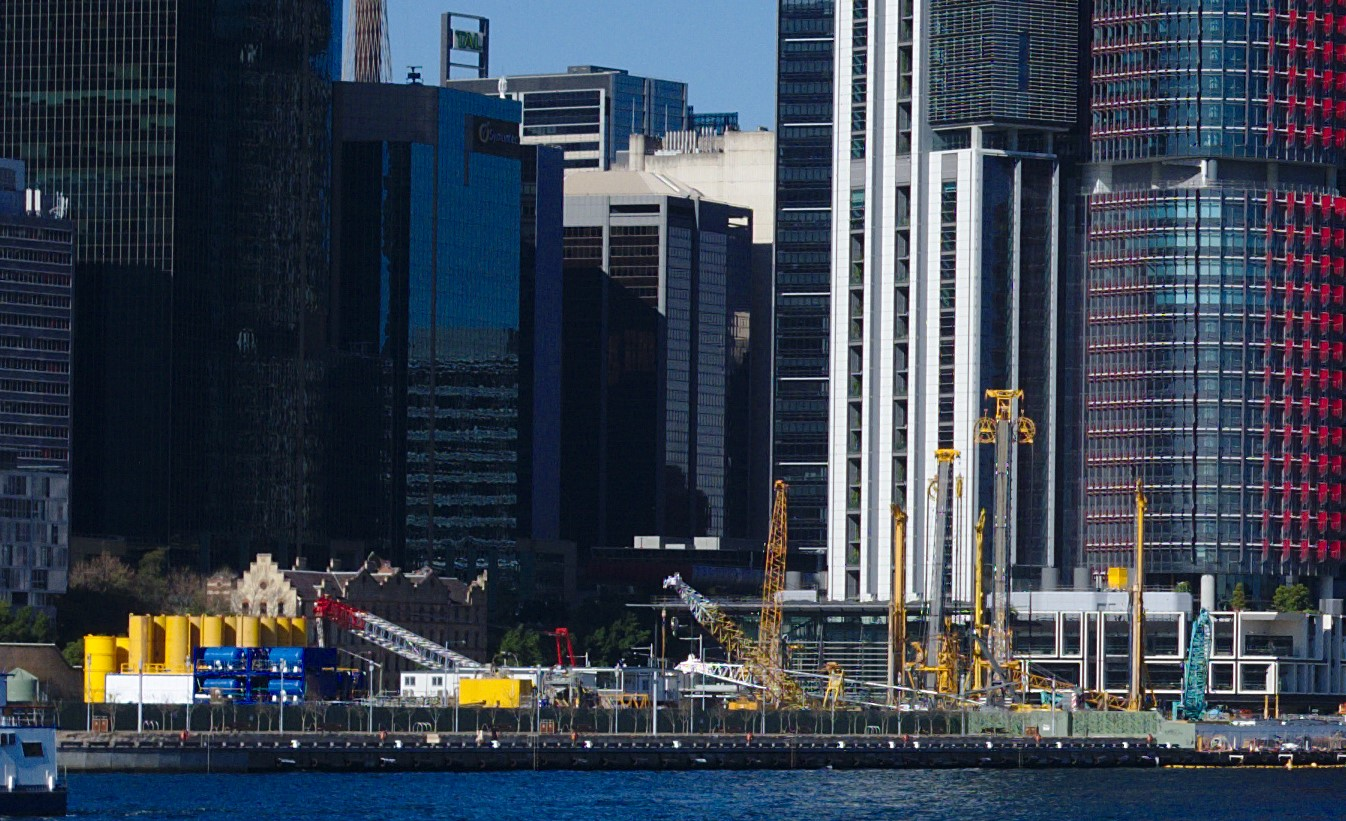
Juli 2017
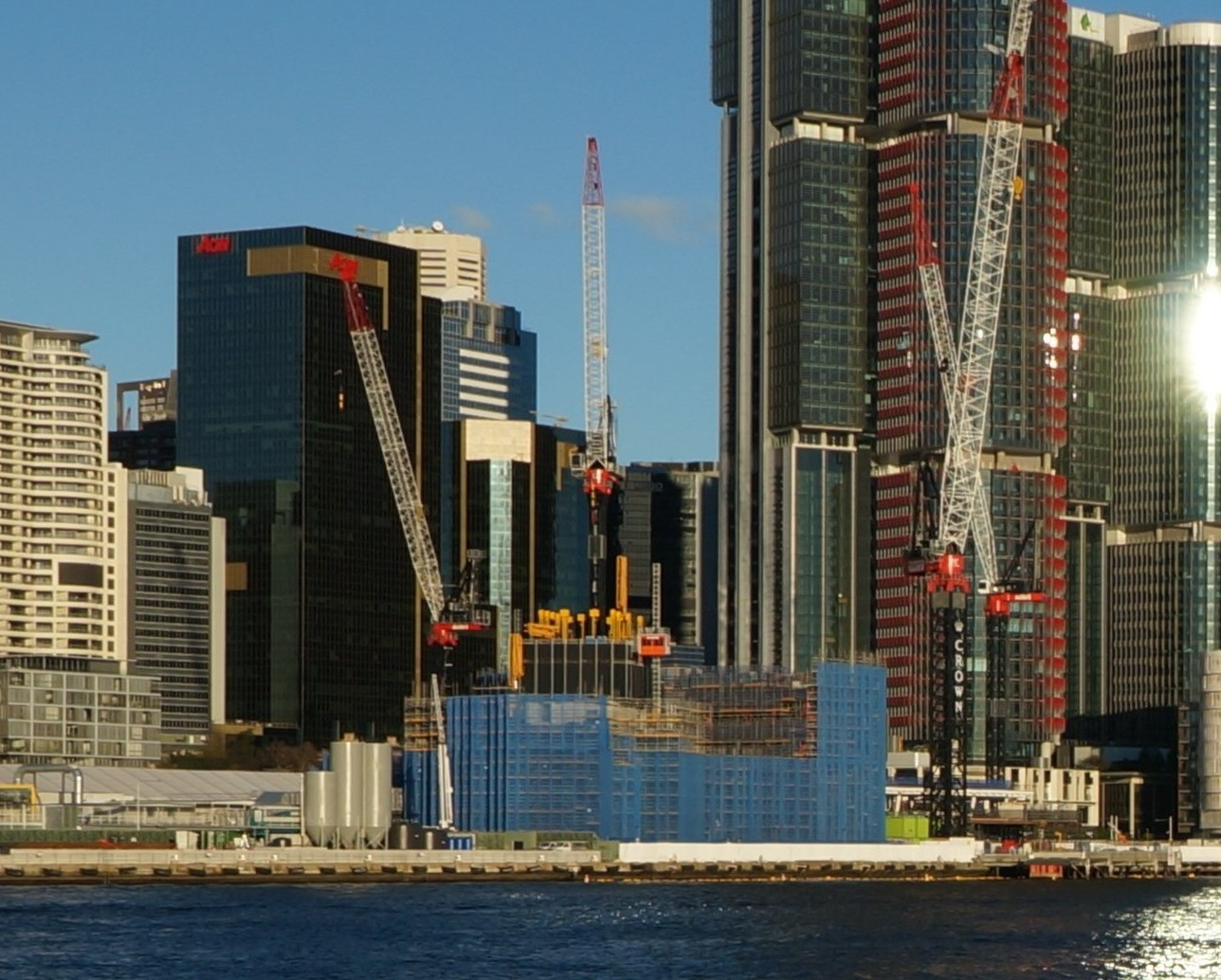
Juni 2018
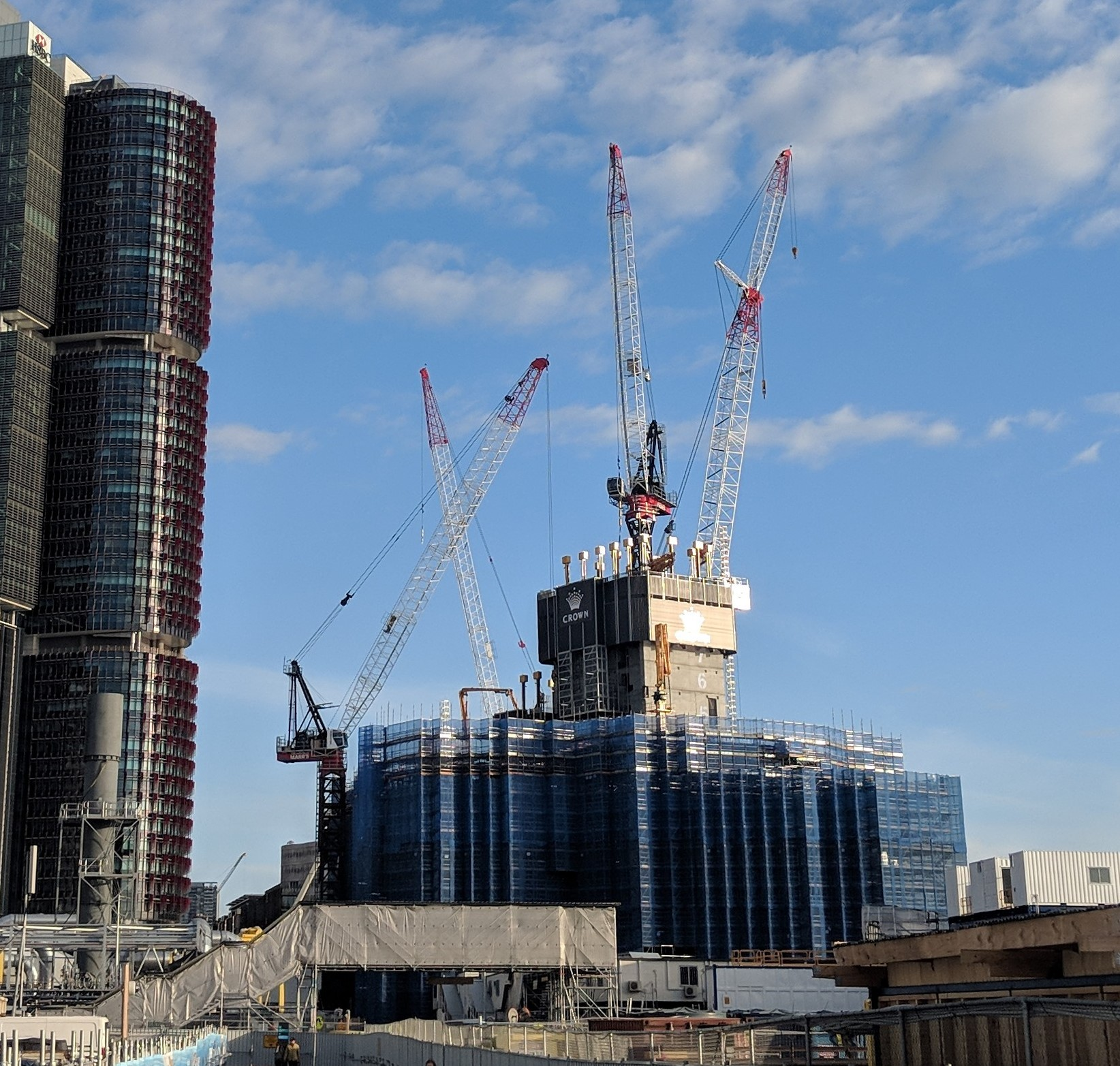
Augustus 2018
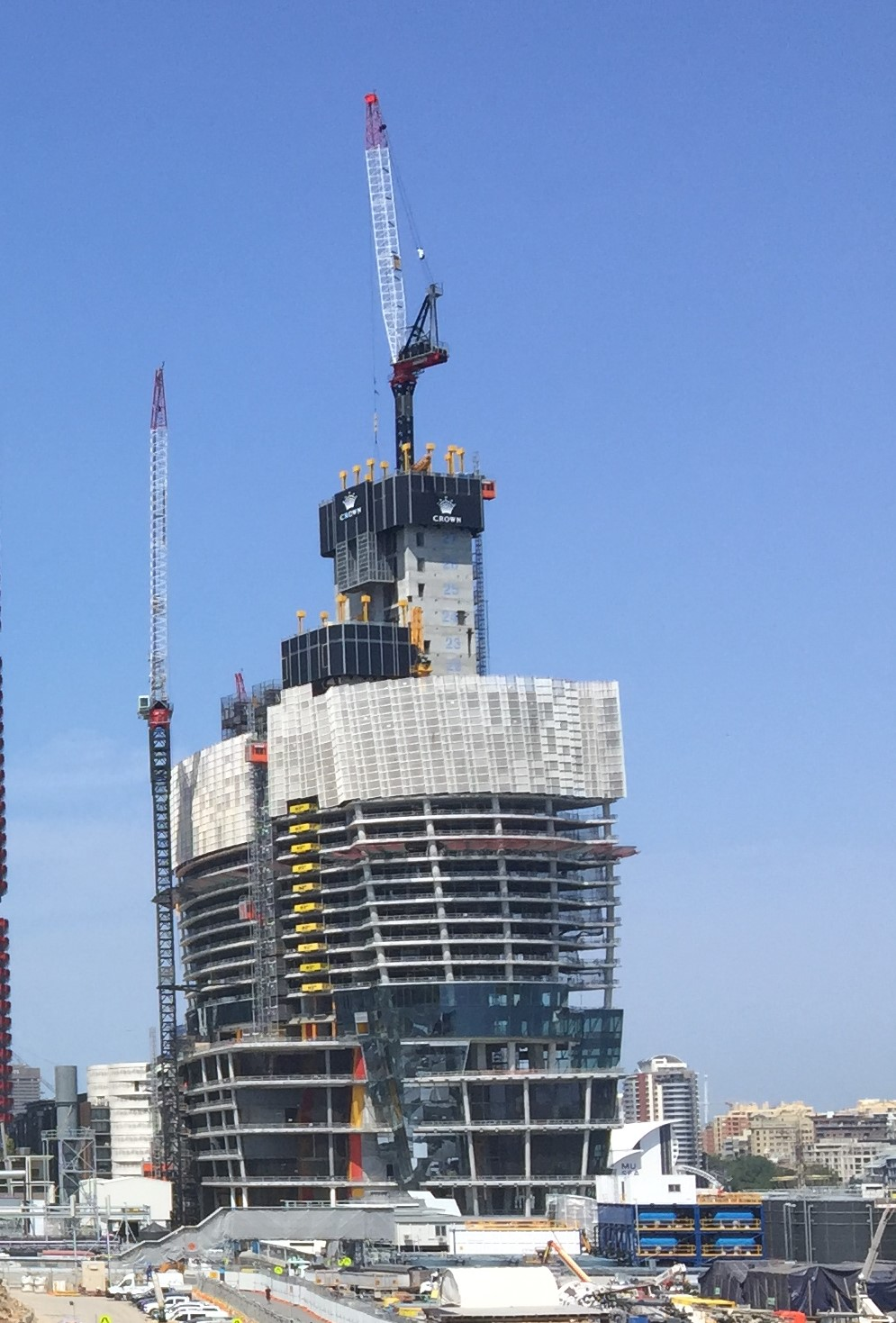
Maart 2019
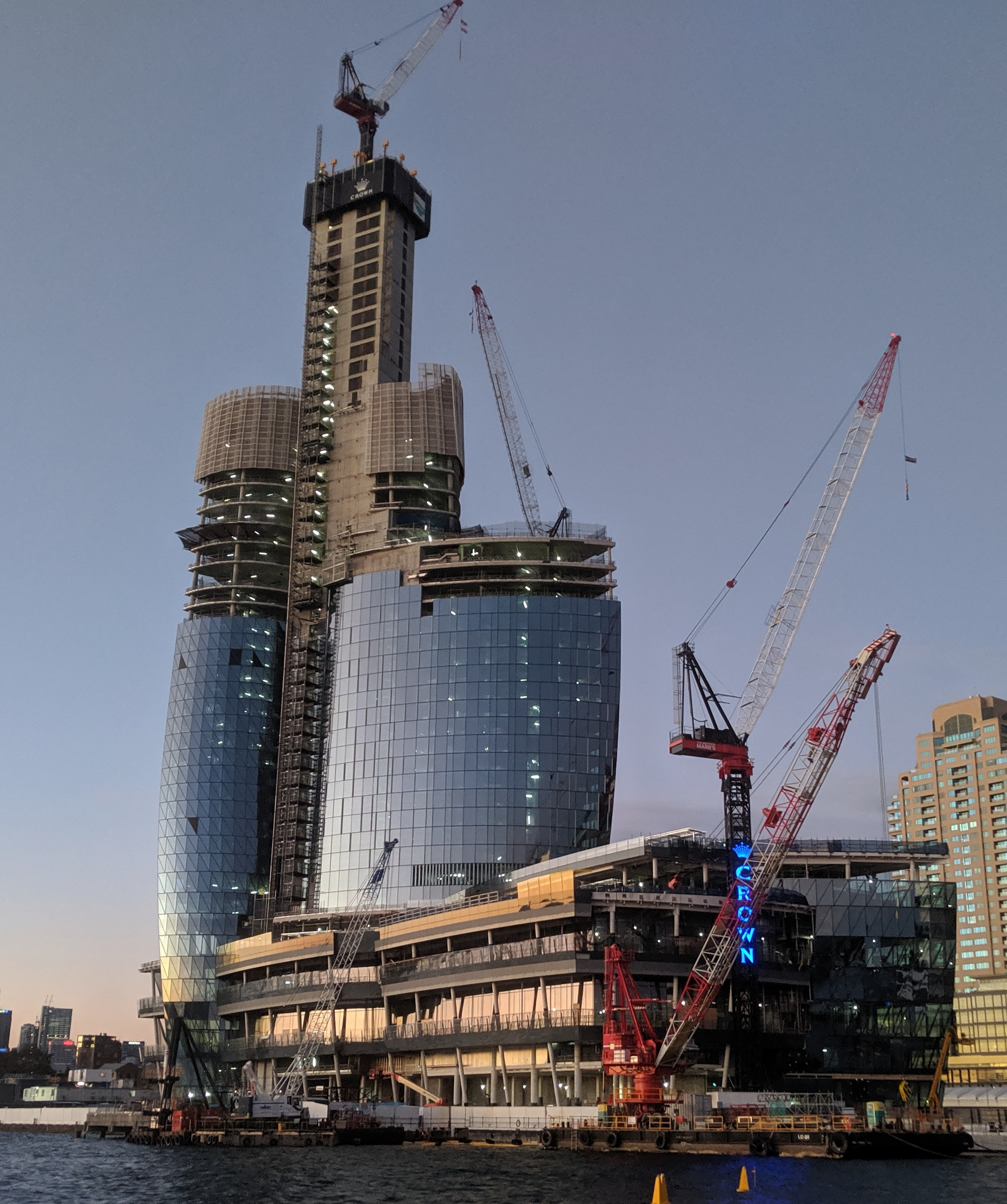
Juli 2019
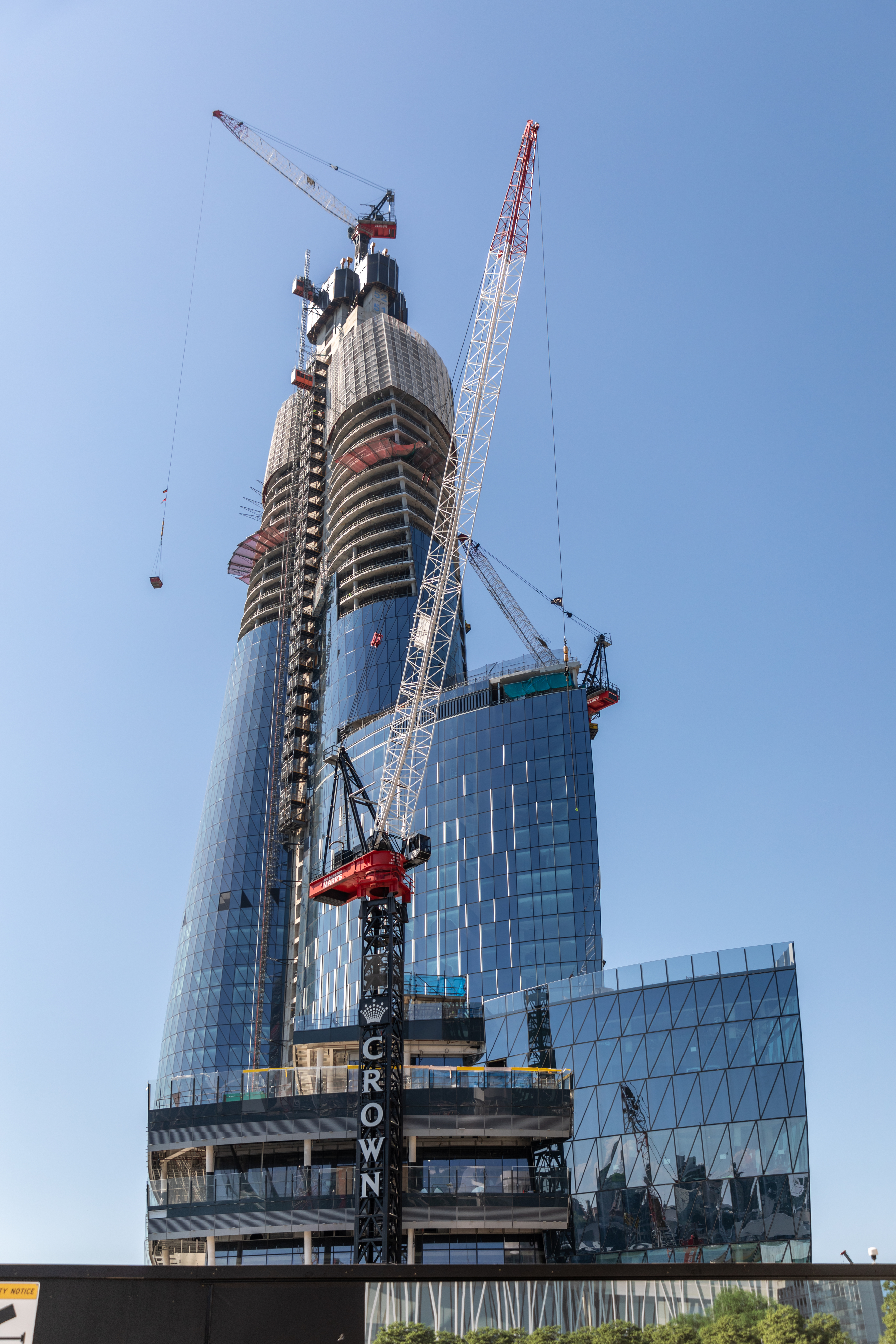
Oktober 2019
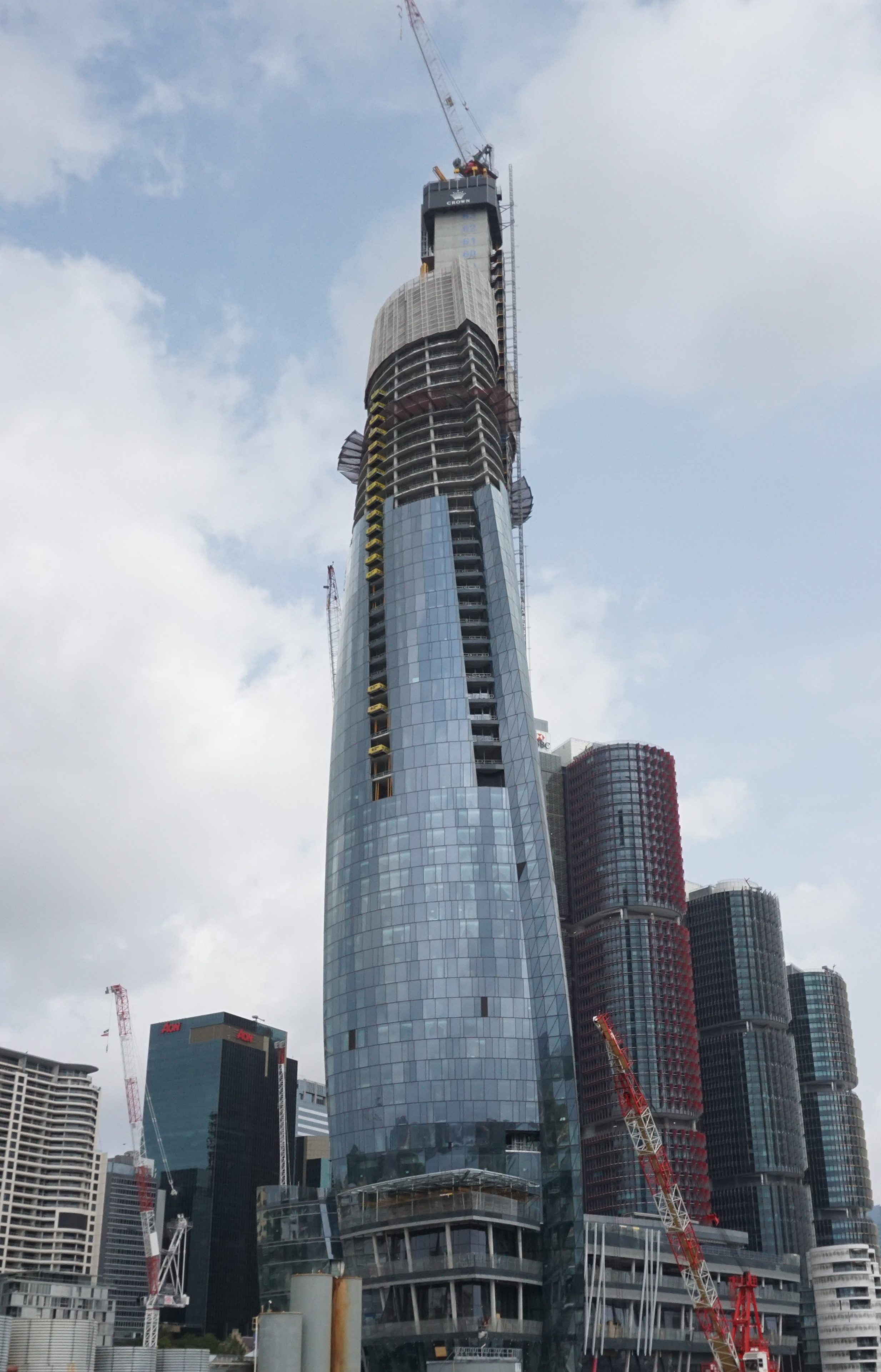
December 2019
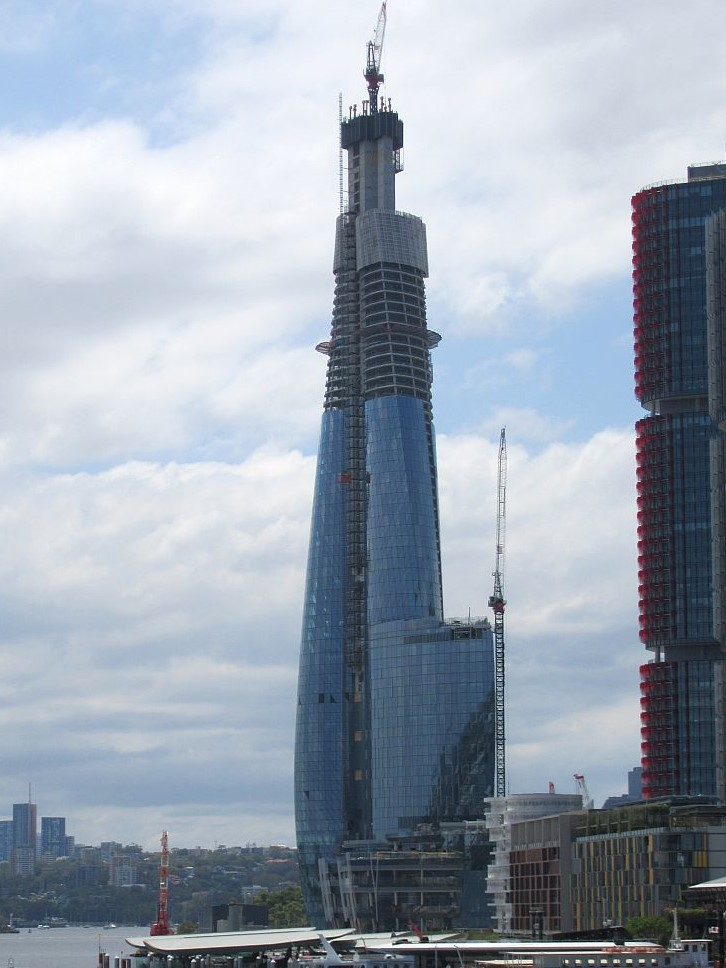
Februari 2020
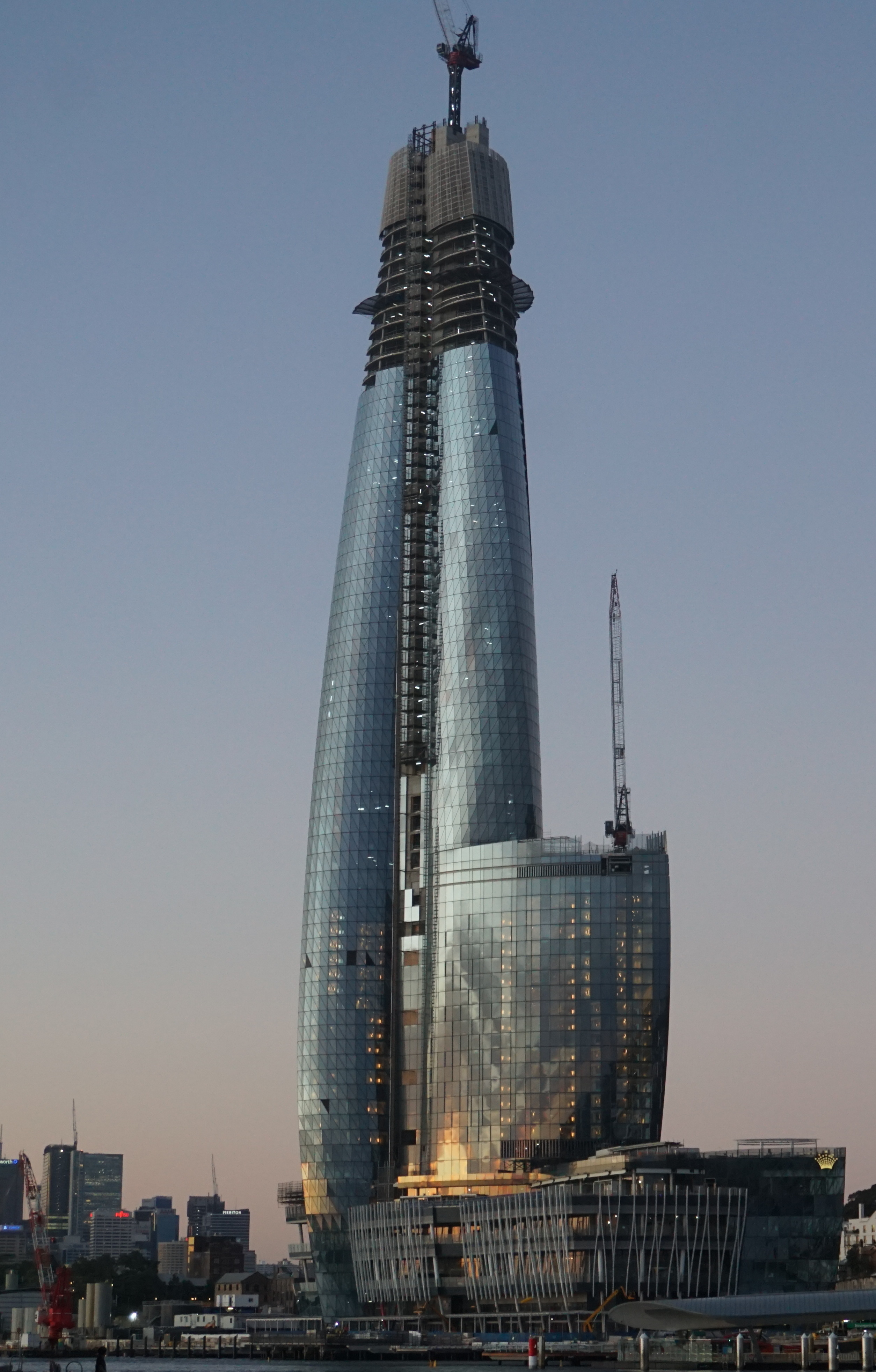
april 2020
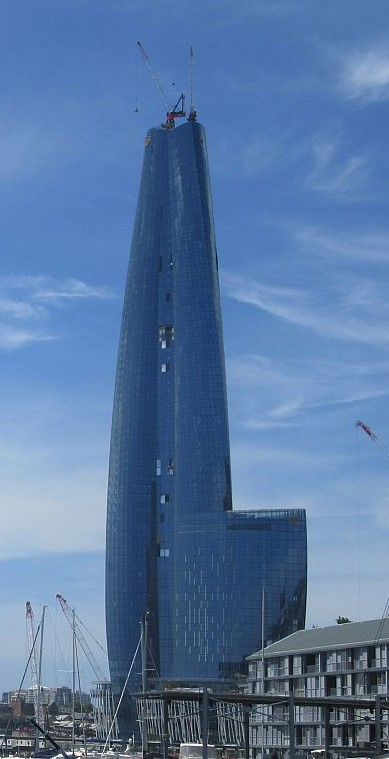
November 2020
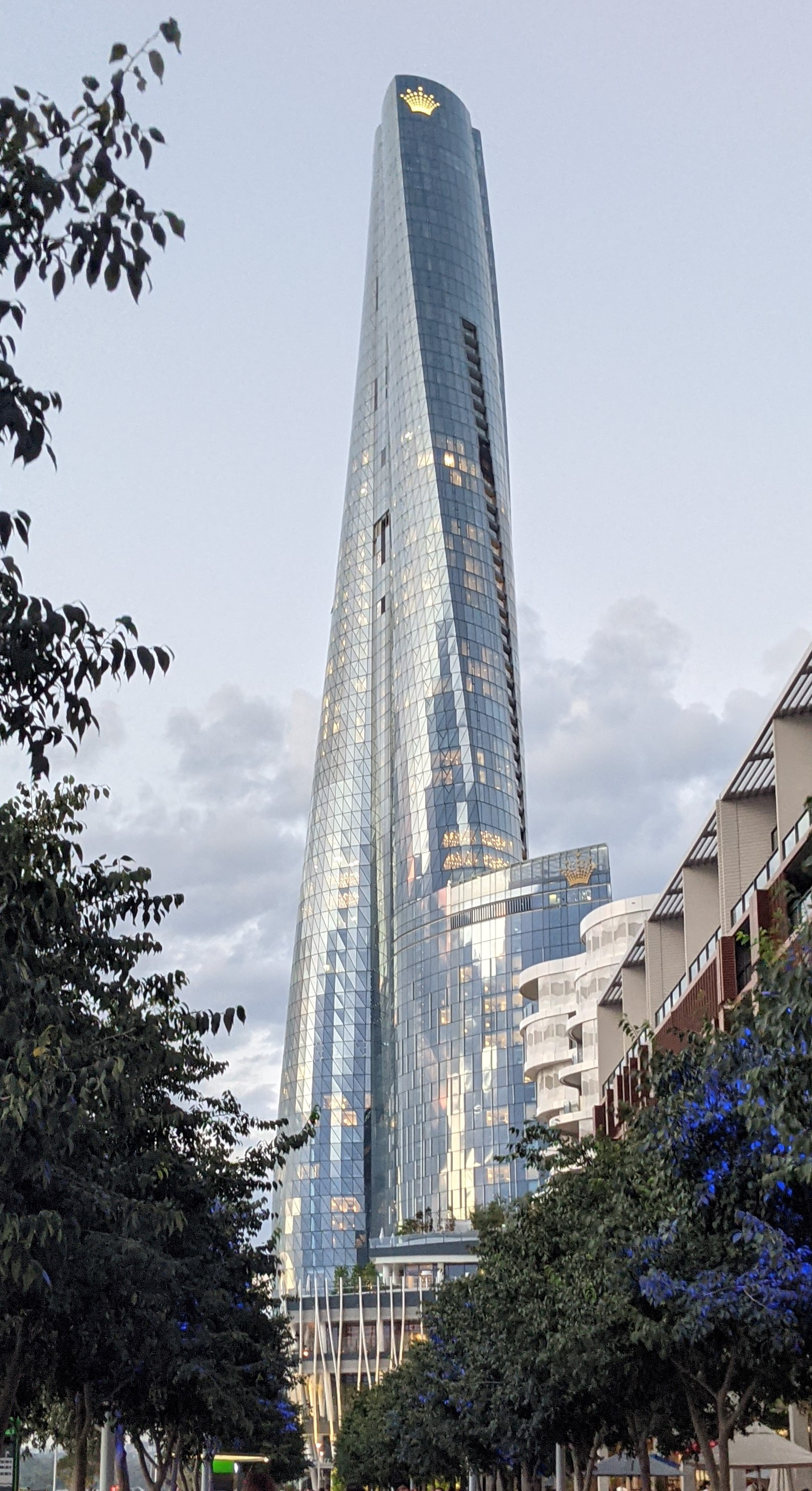
Januari 2021 (voltooiing)

## Afbeeldingen

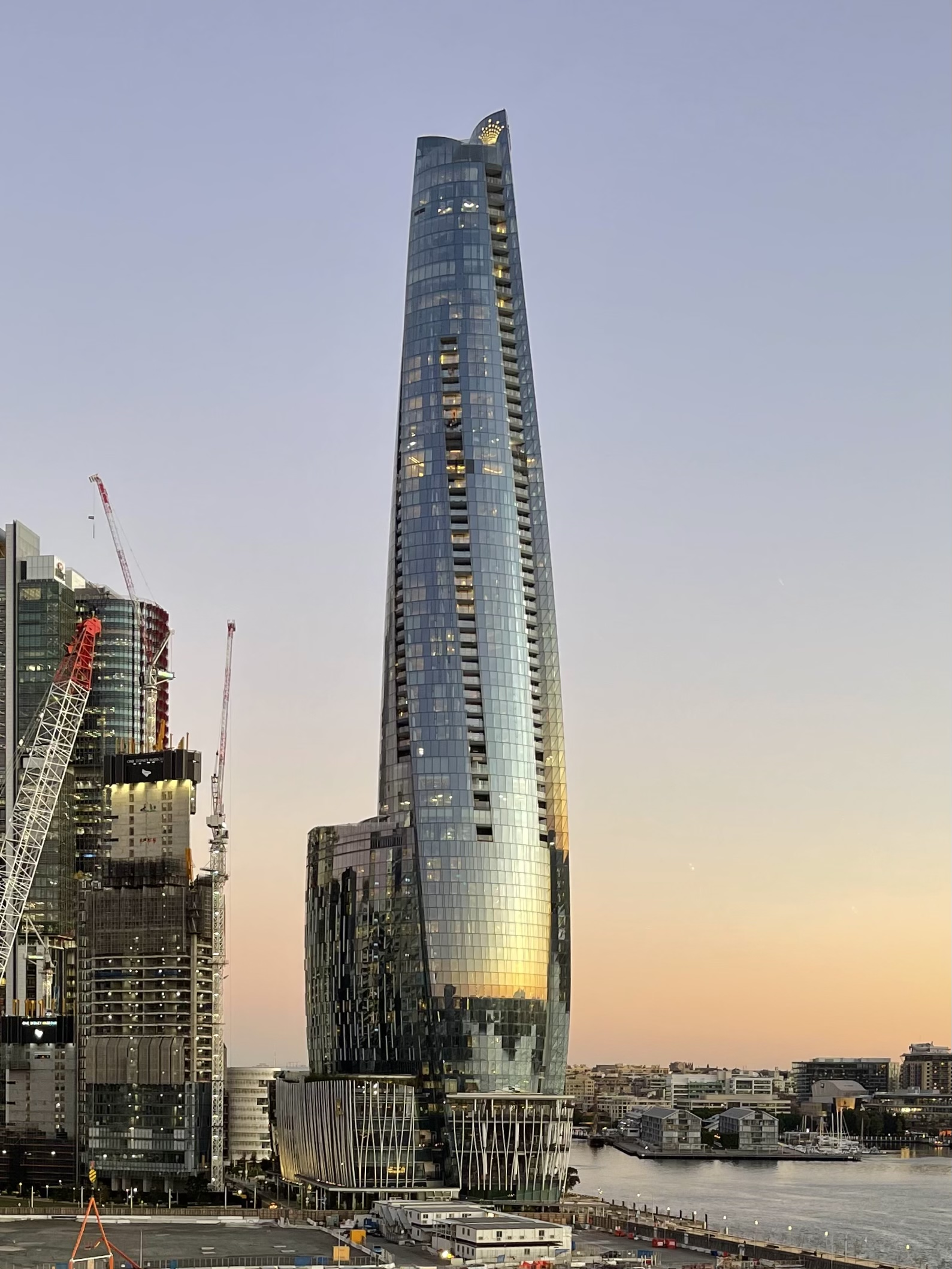
Noordelijk uitzicht
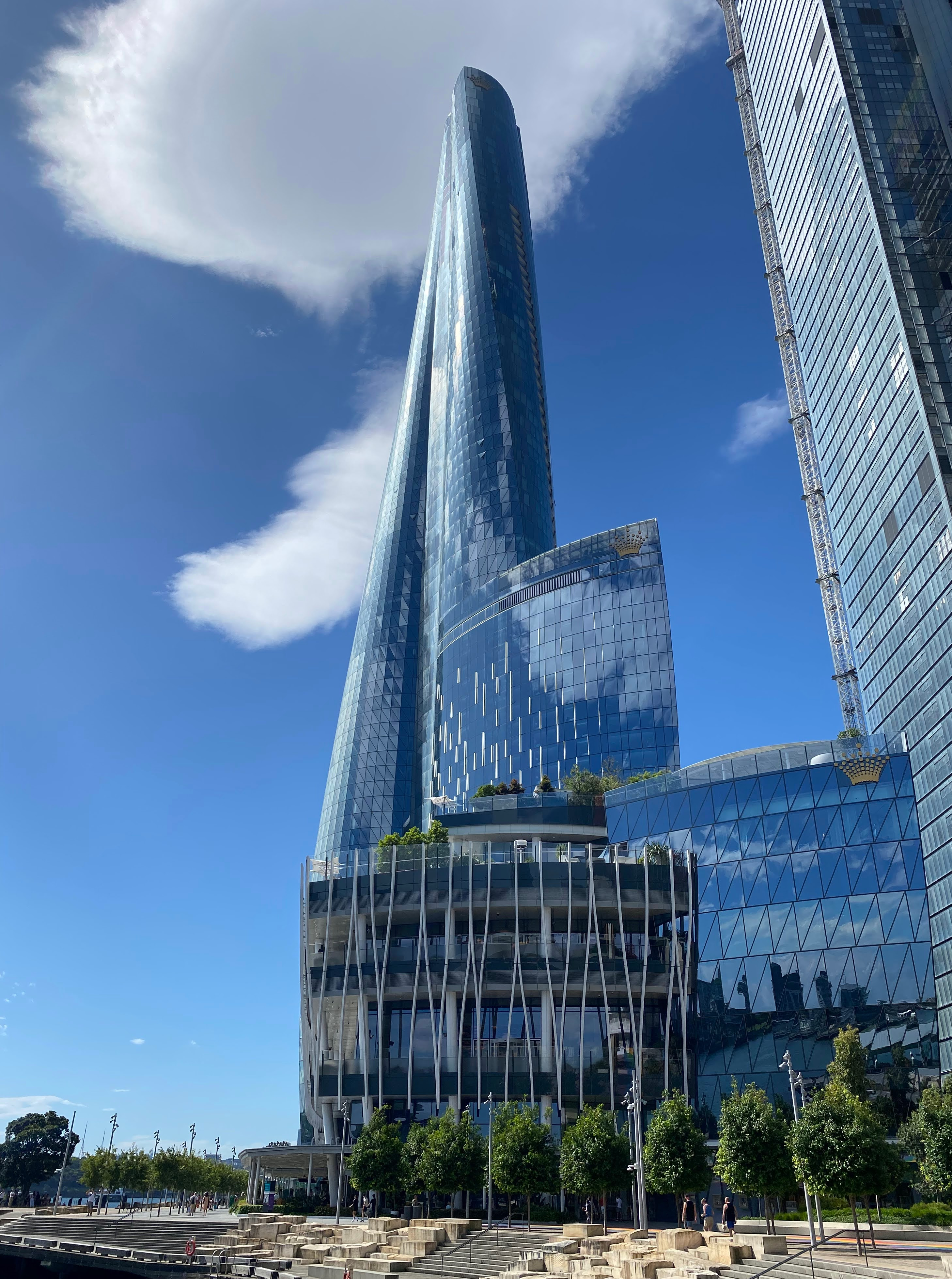
Uitzicht op de zuidelijke zijde
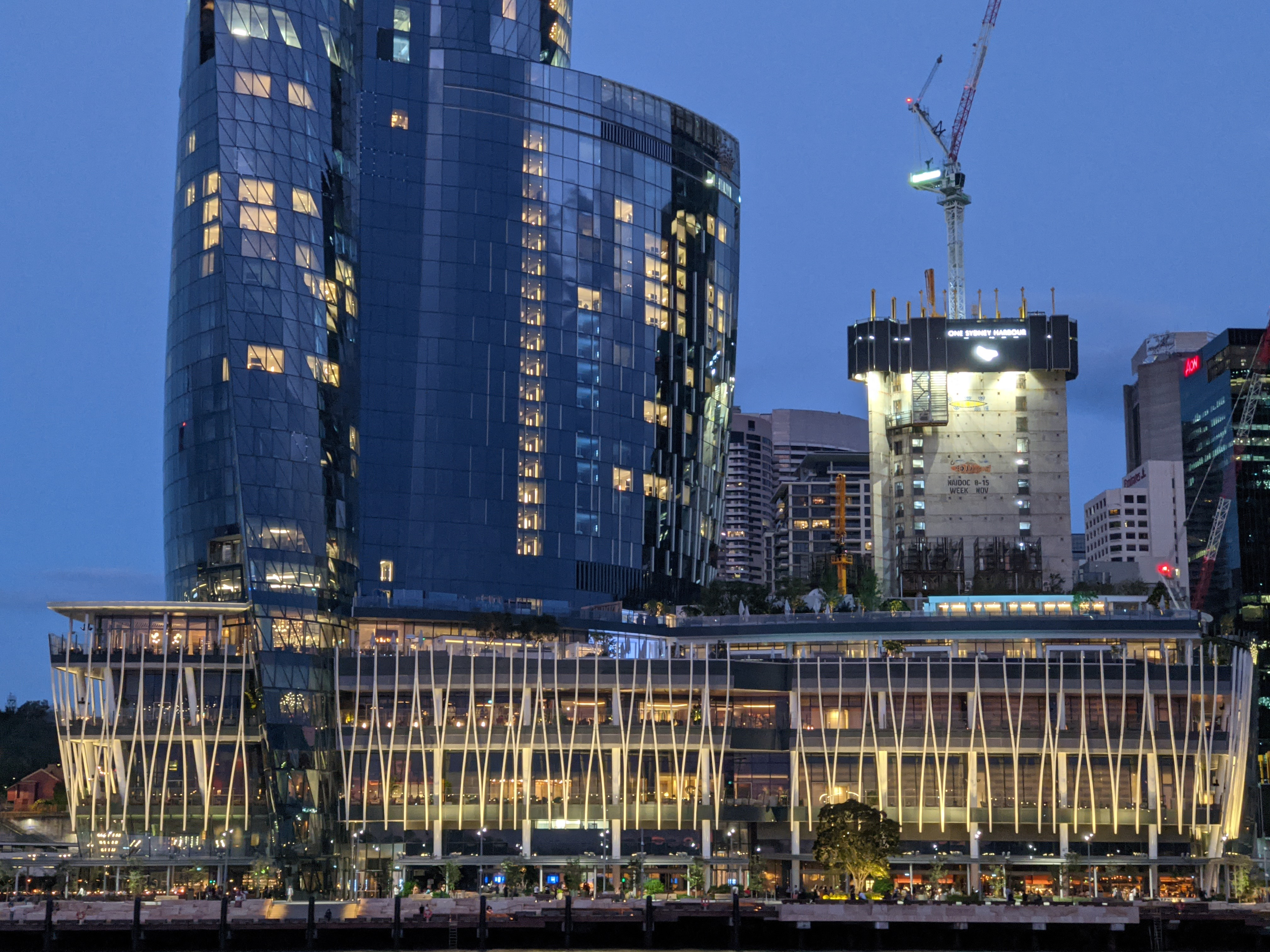
Podium gezien vanaf het westen
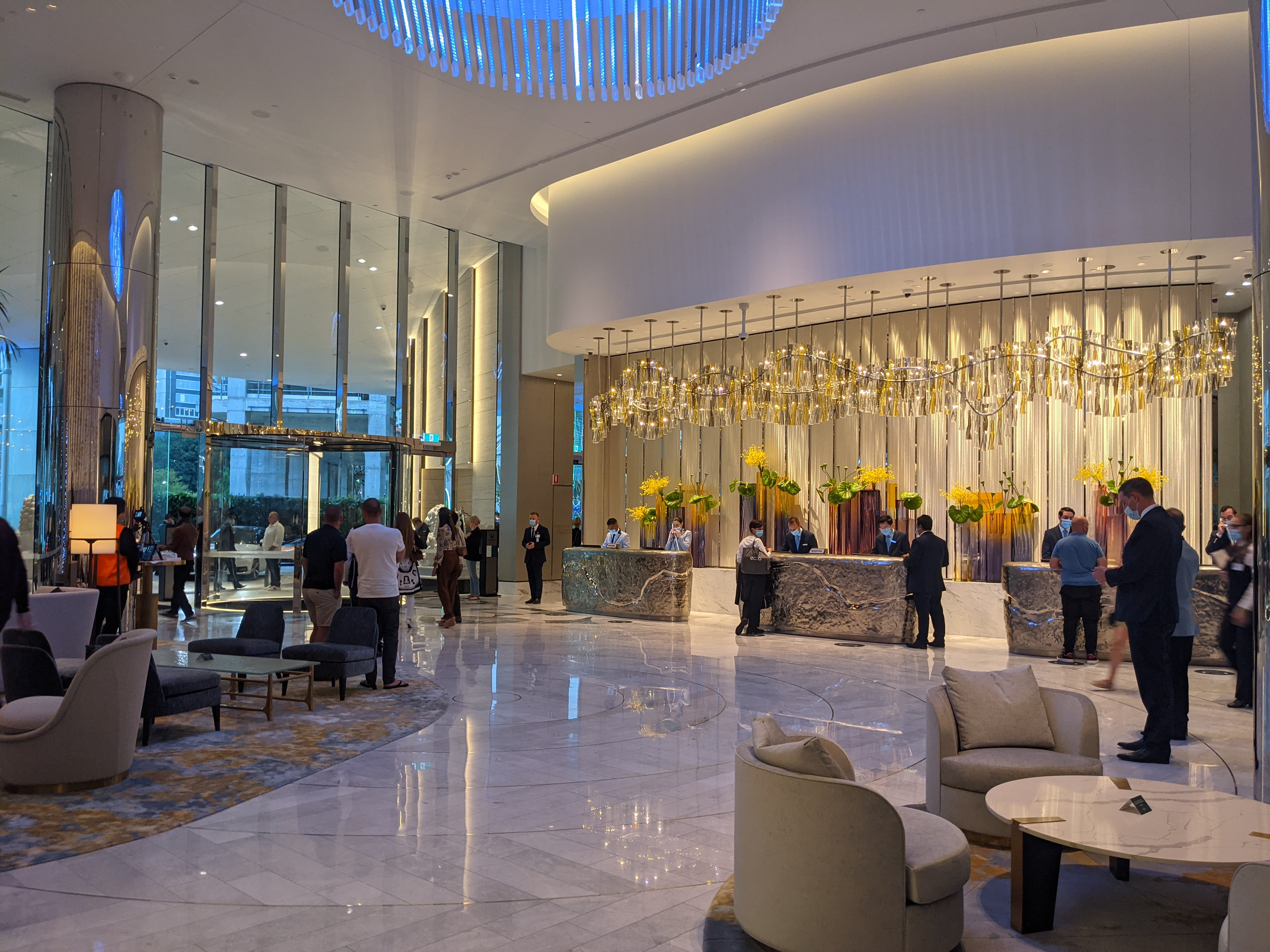
Hoofdlobby van het hotel
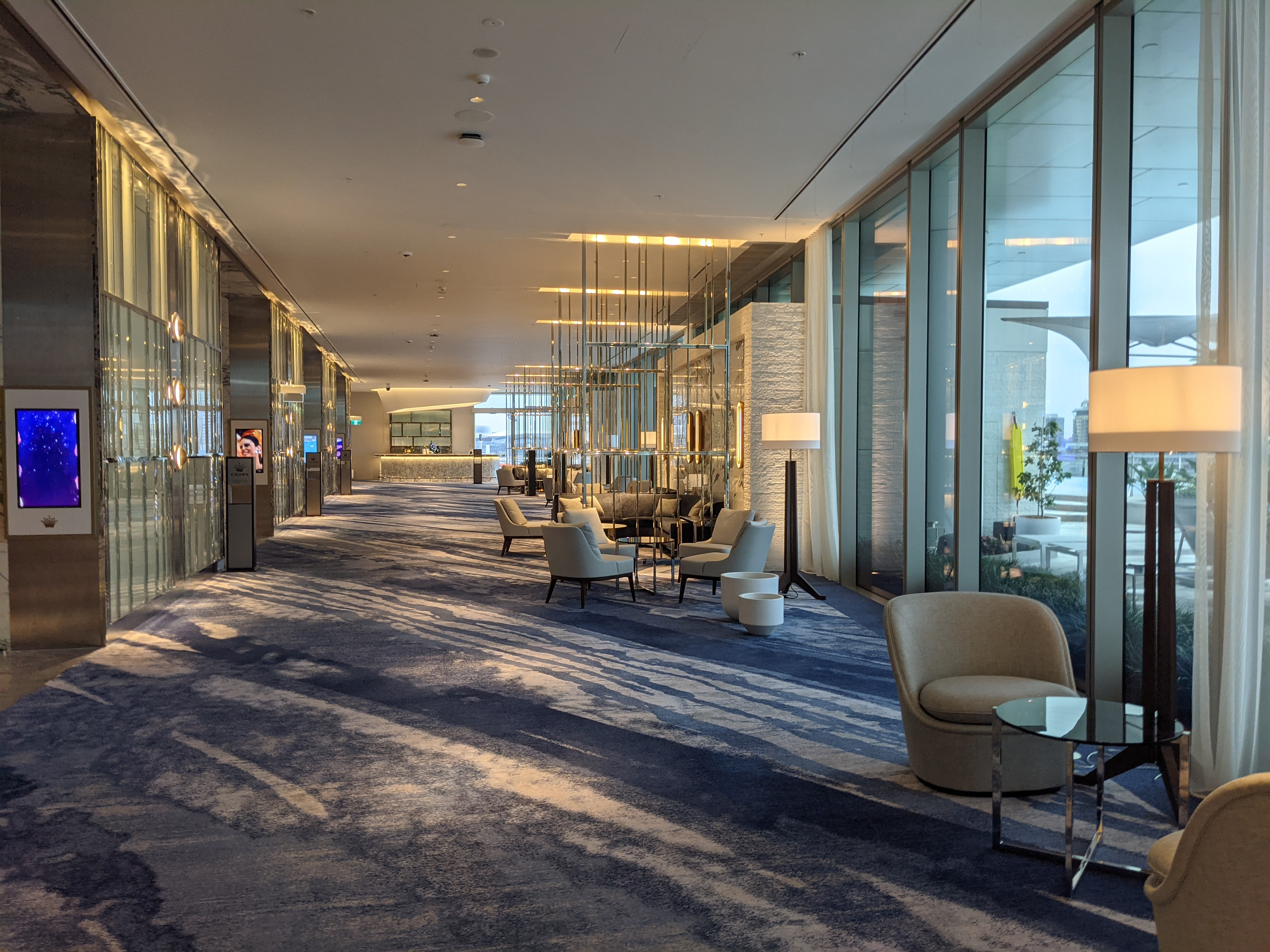
Liftlobby
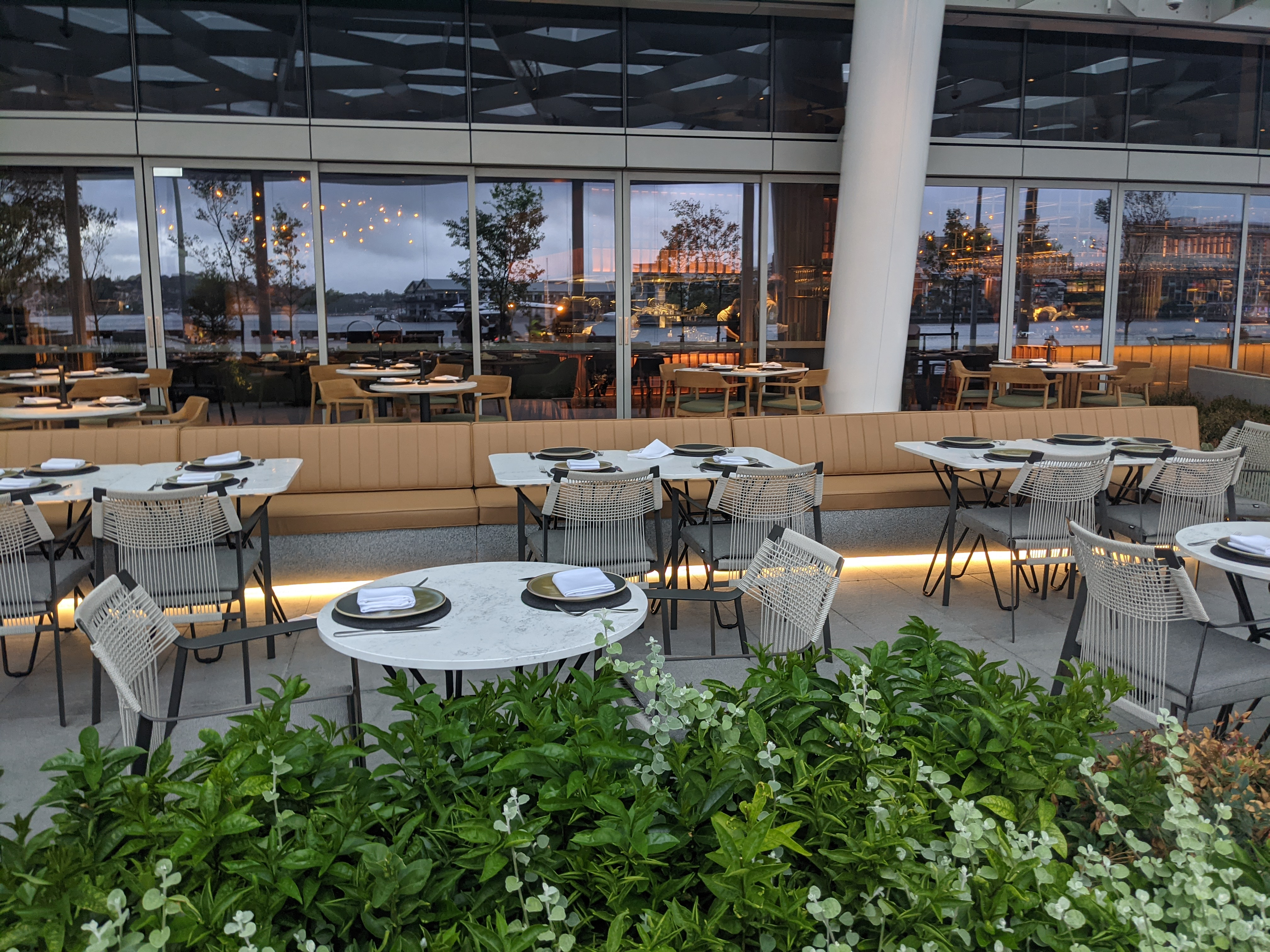
Buiten dineren
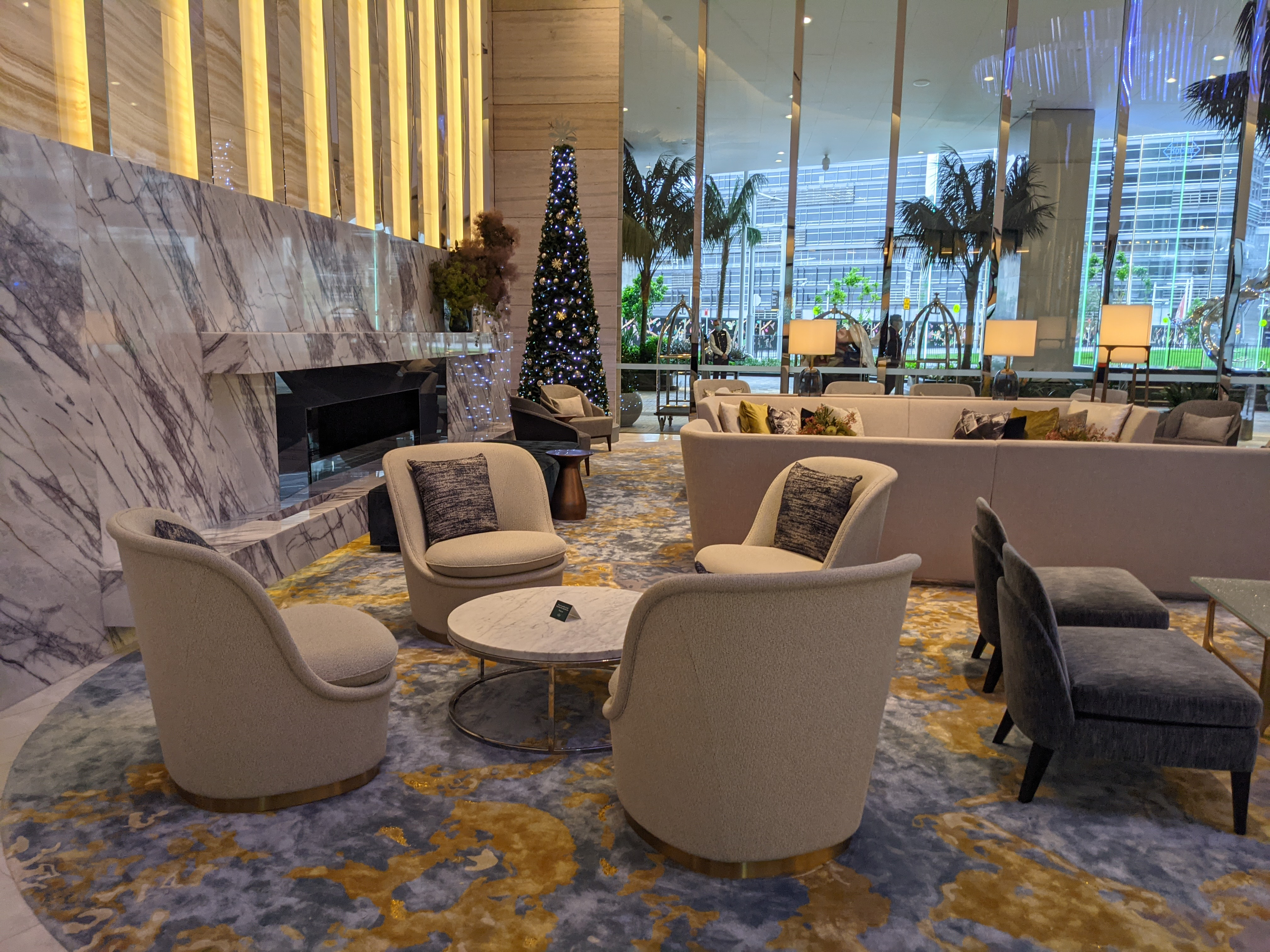
Lounge in de hoofdlobby